# أوزفالدو مندوزا
أوزفالدو مندوزا (بالإسبانية: Osvaldo Mendoza) (23 مارس 1981 بأسونسيون في باراغواي - ) هو مدرب كرة قدم ولاعب كرة قدم باراغواياني في مركز الهجوم. لعب مع Deportivo Recoleta ‏ ونادي سانتانيكوس أسوشيتد وتكستيل منديتش ‏ وClub Sport Colombia ‏ وسيلفيو بيتيروسي ‏ وإيسيدرو ميتابان ‏ وClub Sportivo San Lorenzo ‏ وSportivo Trinidense ‏ وClub Atlético Tembetary ‏ وTacuary ‏.

## وصلات خارجية
- أوزفالدو مندوزا على موقع قاعدة بيانات كرة القدم.إي يو (الإنجليزية)
- أوزفالدو مندوزا على موقع Soccerway.com (الإنجليزية)